# Erik Torba
Erik Torba (1 de febrero de 1996) es un deportista húngaro que compite en lucha grecorromana.
En los Juegos Europeos de Minsk 2019 obtuvo una medalla de plata en la categoría de 60 kg. Ganó una medalla de bronce en el Campeonato Europeo de Lucha de 2020, en la categoría de 63 kg.

## Palmarés internacional
| Juegos Europeos    | Juegos Europeos     | Juegos Europeos   | Juegos Europeos |
| Año                | Lugar               | Medalla           | Categoría       |
| ------------------ | ------------------- | ----------------- | --------------- |
| 2019               | Minsk (Bielorrusia) | Medalla de plata  | 60 kg           |
| Campeonato Europeo |                     |                   |                 |
| Año                | Lugar               | Medalla           | Categoría       |
| 2020               | Roma (Italia)       | Medalla de bronce | 63 kg           |